# 야마토 유키하라
야마토 유키하라(일본어: 大和雪原 やまとゆきはら[*]) 또는 야마토 세츠겐(やまとせつげん)은 남극탐험가 시라세 노부(일본어: 白瀬矗)가 명칭한 남극 지역의 이름이다. 야마토 유키하라는 보통 1912년 시라세 노부를 위시한 남극 탐험대가 설정한 일본령 남극 지역을 가리킨다.

## 발견과 명명
시라세 노부는 1912년 1월, 가이난마루(開南丸)를 통해 로스 빙붕에 접근하여 고래만 근처 작은 만에 근거지를 건설한다. 1월 20일 대원들과 함께 남극점을 향해 출발했지만 좌초되고, 1월 28일에 도달한 남위 80도 05분 서경 156도 37분이 그들이 도달한 가장 남쪽인 지점이었다. 시라세는 이 지점에서 일본의 국기를 게양했다. 그리고 그곳에서 바라본 남극 일대를 야마토 유키하라라고 명명하고 일본 제국령으로 선포하였다.
이후 곧바로 일본 탐사대를 보내지 않았기 때문에 야마토 유키하라의 범위는 명확하지 않다. 영유권 주장에 대해서는 제2차 세계 대전에서 일본 제국이 패배하고 1952년 샌프란시스코 강화 조약이 발효되면서 포기되었다.
또한 현재는 야마토 유키하라가 육상이 아니라, 루스벨트 섬 남쪽 로스 빙붕으로 판명되었다. 시라세 노부는 남극에 상륙했음에도 불구하고 한 조각의 암석도 가져가지 못한 것을 한탄했는데, 그가 도달한 곳은 빙붕 위므로 당연한 결과였다.

## 같이 보기
- 남극 탐험 목록
- 남극의 영유권 주장 국가 목록

## 참고 문헌
- 神沼克伊 (2009년 11월 20일). 《地球環境を映す鏡 南極の科学》. 講談社 ブルーバックス. 60-62쪽. ISBN 9784062576598.